# Haunting Ground
Haunting Ground, conocido en Japón como Demento (デメント) y que podría ser traducido al español como Tierra de Tormentos, es un videojuego de terror en tercera persona, desarrollado por el Estudio de Producción 1 de Capcom y publicado por Capcom para la consola de videojuegos PS2 en 2005. El juego comparte muchas similitudes con Clock Tower 3, no sólo porque presenta a un personaje femenino como protagonista, sino porque también se caracteriza por tener a un enemigo específico al que se debe evitar durante un período mientras se resuelven y descifran acertijos y enigmas hasta que se le dé al jugador la posibilidad de enfrentarse a él. Por esto el juego es considerado un sucesor espiritual de la serie Clock Tower
La cosificación sexual de la protagonista, Fiona Belli, fue destacada por algunos críticos como uno de los mejores elementos del juego. Descubrieron que al ilustrarla como un objeto de deseo, el juego hace que Fiona y, por lo tanto, el jugador, se sienta más frágil y en peligro, creando una atmósfera más inquietante en el juego. El grado fluctuante del control del jugador sobre Fiona, ha convertido a Haunting Ground, en un tema clave en el estudio de los avatares y su relación con los jugadores en los videojuegos.

## Modo de Juego
Fiona, la protagonista, se encuentra atrapada en un castillo tras un choque automovilístico. Debe ser guiada a través del castillo Belli, incluyendo sus alrededores y jardines exteriores hasta que encuentre una forma de escapar. Durante el recorrido, el jugador debe resolver acertijos, abrir o cerrar puertas y evadir o esconderse de los habitantes del castillo. El único acompañante de Fiona es Hewie, un pastor alemán (shepard blanco). Los dos deben trabajar en equipo para resolver ciertos acertijos y burlar a sus perseguidores si es que quieren salir de esa tumba con forma de castillo.
Durante el juego, los habitantes del castillo buscarán y atacarán a Fiona, y tendrás que evadirlos lo suficiente como para despistarlos por un tiempo. Aunque es posible defenderse con patadas, mordidas de Hewie, o armas creadas mediante alquimia, el juego se enfoca en que el jugador evada lo suficiente a sus enemigos como para encontrar un escondite. No existen muchos escondites a lo largo del juego, y además, si se frecuenta el mismo escondite, deja de resultar útil. Los enemigos principales persiguen a Fiona individualmente, pero llegado el momento, cada uno puede ser derrotado como jefe en una batalla, tras la cual un enemigo diferente aparecerá para perseguir a Fiona. Además de los guardianes del castillo existen otros dos tipos de enemigos. Ninguno de ellos es físicamente peligroso para Fiona, pero sirven para alertar a los perseguidores sobre su ubicación y causarle un leve pánico. Los primeros son conocidos como Luminicientes, pequeños orbes flotantes de luz azul que siguen a Fiona y emiten un ruido ensordecedor si hacen contacto con ella. El otro tipo de enemigos son homúnculos desfigurados con apariencia de fetos, los cuales se sujetan a las piernas de Fiona mientras emiten un alarido.
Hewie se une a Fiona casi al principio del juego, siguiendo diferentes comandos del jugador para realizar acciones y ladrar o gruñir cuando detecta una trampa o amenaza. Se le puede ordenar quedarse quieto, seguirla, atacar o ir a rastrear algún objeto. Para mantener una buena relación con su nuevo acompañante, Fiona debe darle órdenes a Hewie, felicitándolo o regañándolo dependiendo de si la obedece o no. Jugar a chocar las palmas y sanarlo cada vez que se lastime también mantendrá su interés. Si no se le da una atención apropiada, Hewie ignorará las órdenes de Fiona y se distraerá, si es maltratado con frecuencia puede incluso atacar a Fiona. En la dificultad más fácil, Hewie puede quedar inconsciente tras recibir demasiados daños, pero puede ser revivido. En la dificultad difícil, él muere después de recibir el mismo nivel de daño, causando el fin del juego.
Cuando se encara con ciertos eventos de la historia o prolongadas persecuciones y ataques enemigos, Fiona se vuelve temerosa. Si se permite que permanezca asustada por demasiado tiempo, ella entrará en estado de pánico. En este estado, el control de Fiona se vuelve muy limitado y la deja muy vulnerable a los ataques. El jugador no es capaz de controlar hacia donde corre y su único comando para Hewie es ¡Ayuda!, motivándolo para atacar a su agresor hasta que el pánico se vaya. El Modo de Pánico causa que la pantalla se vea borrosa, saturación de los alrededores, colores en blanco y negro y un efecto de congelamiento. También, el control vibra como efecto de los latidos de Fiona. Si Fiona cae durante el pánico, ella no puede hacer nada más que arrastrarse lentamente y llamar a Hewie para que ataque al acechador. Una vez que se ha caído, Fiona sólo necesita ser golpeada una vez para morir.

## Historia
Fiona Belli de algún modo se encontró en un extraño castillo, el cual parece ubicarse en alguna parte del norte de Italia o quizás en Suiza. Ella estuvo involucrada en un accidente automovilístico; sus recuerdos sobre el accidente, sin embargo, son vagos e incompletos. Cuando despierta, se encuentra en lo que parecía el cuarto de un carnicero, desnuda y con solo una sábana para cubrirse. El candado que la mantenía prisionera en la jaula había sido abierto, sale de esta y escucha el sonido de una animal feroz por debajo de una mesa, este sorprende a Fiona pasándole por encima y desaparece. Ella rápidamente comienza a buscar respuestas y una manera de salir del castillo. En el camino, se hace amiga del animal que inicialmente la había asustado, el cual resultó ser un pastor alemán blanco llamado Hewie (según el nombre escrito en un collar de perro que había encontrado, casualmente, en esa escena) que a su vez se convertiría en un aliado invaluable. Posteriormente, Fiona descubre que es la portadora del Azoth, aquello por lo que los habitantes del castillo están tan interesados.
El primer enemigo es Debilitas, quien piensa que Fiona es una gran muñeca. Debilitas persigue a Fiona por todo el castillo pero es detenido por Riccardo. Fiona conoce a Riccardo y a Daniella, y encuentra cartas y memorandums dejados para ella por un hombre llamado Lorenzo, el cual quiere que logre escapar del castillo. Fiona y Hewie son perseguidos por Debilitas hasta una capilla. La manera en que el jugador acabe definitivamente con Debilitas influencia el final del juego.
Poco después de que Fiona se deshiciera de Debilitas, su nuevo enemigo, Daniella, vuelve a aparecer después de su corta aparición en el primer par de escenas del juego. Daniella se pone celosa porque Fiona puede oler, probar, tocar y experimentar placer, lo cual más tarde da a entender que ella no puede tener relaciones sexuales durante la escena que lleva a su pelea final como jefe. Daniella usa un enorme trozo de vidrio roto (a menos que el jugador se acerque a ella mientras esta de rodillas cerca de una chimenea, entonces reemplaza el trozo de vidrio con un atizador para el fuego que causa el doble de daño).
Después de que Fiona mata a Daniella empalándola con un enorme trozo de vidrio que se había caído de un techo, el tercer villano es vuelto a presentar, Riccardo. La mayor parte del juego Riccardo mantiene su rostro oculto bajo una capucha y usa una pistola. Riccardo revela su rostro e historia a Fiona después de arrinconarla en el bosque. Tiene la misma cara que el padre de Fiona, Ugo, y revela que ellos en realidad son clones y que él es el original. Riccardo asesinó a Ugo después del intento de matarlo en el accidente de autos como venganza por dejar el castillo y casarse con Ayla, la madre de Fiona. El planea usar a Fiona (más específicamente su vientre y su Azoth) para ayudarse a renacer y así vivir por siempre. Hewie rescata a Fiona (a menos que la relación del jugador con Hewie sea débil y resulte en uno de los muchos finales del juego) y la ayuda a escapar de la torre de agua donde Riccardo la mantuvo prisionera, no sin antes terminar derrotando a Riccardo en un último combate en la cima de la torre, empujándolo hasta su muerte. 
El jefe final del juego es Lorenzo, quien se aparece ante a Fiona en muchas formas diferentes. El jugador primero conoce a Lorenzo como un viejo decrépito, quien después de ver que Fiona es finalmente suya, se deshace de su silla de ruedas y se arrastra por el suelo para perseguirla. Después de triturar al viejo Lorenzo en una máquina, Lorenzo vuelve a aparecerse ante Fiona como una versión más juvenil de él y que además tiene la habilidad de teletransportarse. Durante esta pelea, Fiona logra que Lorenzo caiga en un pozo de lava. Poco después de derrotar al joven Lorenzo, el castillo empieza a temblar y a colapsarse. Lorenzo regresa por última vez como una versión esquelética y envuelta en fuego y persigue a Fiona. Finalmente, Lorenzo sucumbe ante las llamas y muere, mientras que Fiona y Hewie consiguen escapar del castillo de una vez por todas.

## Finales

### Final A: Fortes fortuna juvat (la fuerza favorece al valiente)
Tras vencer a Lorenzo, Fiona se hallaba asustada y precipitada por querer ya abrir la puerta de la salida del castillo con la llave, hasta que Hewie consigue calmarla, logrando así que abra la puerta con más calma. Antes de salir Hewie ladra a algo que se aproxima desde un portón doble: Es Debilitas, quien de alguna forma le deja en claro que ya no significa ningún peligro. Los protagonistas finalmente se marchan, mientras que la siguiente escena se muestra a Debilitas, quien ahora es el único propietario del castillo, arreglando tranquilamente los arbustos. Para obtener este final, debes derrotar a Debilitas en la iglesia sin matarlo, asegurándote de que se le caiga la lámpara encima de él. Para muchos, este es el mejor final.

### Final B: Ignis aurum probat (el fuego prueba al oro)
Es parecido al final A, con la excepción de que Debilitas no sale entre los portones. Fiona mira hacia atrás, dándose cuenta de que ahora que todos sus enemigos están muertos, el castillo es todo suyo; pero, harta de todos los horrores que vivió allí, decide marcharse con Hewie, quien se le adelanta hasta el bosque. Para obtener este final se debe matar a Debilitas en la iglesia (golpenadolo o haciendo que Hewie lo ataque), sin tirarle la lámpara encima.

### Final C: Dona Nobis Pacem (danos la paz)
A diferencia del resto de finales, aparecerá Lorenzo el cual no se ha mostrado antes, y rogará para que Fiona no se vaya en vano. Para obtener este final, primero se debe derrotar a Debilitas haciendo que la lámpara de araña caiga sobre el. Tras pedir disculpas, Debilitas puede verse en su casita, la cual está en el ala Oeste del castillo; se puede distinguir por tener un barril ardiendo cerca de la puerta. Dentro de la casita está Debilitas como rezando y pidiendo perdón a una especie de capilla. Si le hablas, te ofrecerá la llave Manchada, la cual abre una de las puertas del baño del castillo (donde se usa la placa REST). La puerta que hay que abrir es la primera de la izquierda. Bajando por el pasillo secreto se encuentra encima de una mesa la llave de la entrada principal del castillo y unas botas metálicas. No hay más que dirigirse a la entrada principal y usar la llave para ver el Final C. Este es el final más fácil de obtener ya que solo se necesita evadir a Debilitas en su periodo del juego como perseguidor.

### Final D: Tu fui, Ego eris (lo que eres, yo fui. Lo que soy, tú serás)
Fiona despertará en una extraña jaula de cristal, encerrada por Riccardo. Este le dice que la usará para volver a nacer, pero esta vez con su Azoth, a lo cual Fiona grita frustrada. Luego se muestra una escena perturbadora en la que Riccardo consigué su objetivo: deja embarazada a la que resultaría ser su sobrina dentro de una habitación, mientras ésta sucumbe ante la locura frotando su vientre y riéndose histéricamente. Para obtener este final hay que tratar muy mal a Hewie antes de entrar al bosque del Caos (patearlo, darle cebollas, regañarlo) así Hewie o morirá por el disparo o simplemente no volverá a ayudar a Fiona por causa de los maltratos. Éste es considerado como el único final no canónico, dado que Fiona demostró sentir un odio al maltrato animal, sobre todo tras su primer encuentro con Hewie.

## Modo difícil
Tras completar el juego por primera vez, se desbloquea el modo difícil. Las condiciones de juego cambiarán de la siguiente forma:
Si Hewie recibe demasiados daños, morirá y la partida acabará ahí. En el modo normal, Hewie cae inconsciente y puede recuperarse usando objetos.
Todos los objetos de recuperación son cambiados por medallones
Los enemigos usarán un diseño de trajes diferente.
Los comentarios del juego pasarán a ser los pensamientos de Hewie.

## Personajes
Fiona Belli: La protagonista de 18 años de edad y el personaje jugable en el juego, su nombre es italiano y habla inglés con acento británico en el juego. Una joven muy bella, con un atractivo inigualable para Debilitas (quien la ve como una muñeca) y la única fuente humana de Azoth que todos ambicionan. Es una persona tranquila que oculta su fuerza interior, y aunque es reservada, no es introvertida. Acaba de terminar la universidad. Aunque Fiona no es muy atlética, se compensa con su buena capacidad para improvisar. Raramente muestra sus emociones y al parecer es más madura de lo que se esperaría de alguien de su edad. Es muy asustadiza, debido a su estilo de vida acomodado, y en situaciones extremas puede llegar a tener un ataque de pánico. Muestra bastante preocupación por los animales y le desagrada el maltrato a estos. No se sabe mucho sobre la historia de Fiona, excepto que es heredera de un gran patrimonio por parte de su padre Ugo. Cuando Fiona acaba atrapada dentro del castillo Belli, ella se ve obligada a llenarse de mucho valor si quiere sobrevivir a los perseguidores locos que quieren su Azoth y lograr escapar de ese tétrico lugar.
Hewie: Es un perro de raza pastor alemán (shepard blanco) de 4 años. Tremendamente curioso y listo, capaz de entender las órdenes de Fiona. Bello y sano, aparentemente bien cuidado por un tiempo, se une a Fiona en su búsqueda. Hewie se siente atraído a Fiona después de que esta lo salva de una cruel captura en los primeros escenarios del juego, de la cual había quedado herido por unos alambres de púas. Hewie es muy leal, proporciona tranquilidad y aliento, y no dudará en atacar a los perseguidores de Fiona cuando se le entrena apropiadamente. Es la única esperanza de Fiona para salir del castillo con vida.
Debilitas: El ogro jardinero del castillo y encargado del mantenimiento. Parece que entiende cuando es regañado pero es incapaz de hablar en su favor. Tras ver a Fiona caminando por el castillo, comienza a perseguirla. Una criatura con un bajísimo coeficiente intelectual y al cual se debe evitar en los jardines y las partes delanteras del castillo. Muy torpe y algo lento. No puede articular muchas palabras (lo único que dice es my dolly (mi muñeca) y where is you? (donde estar tú) de una manera troglodita). Todo esto se ve resarcido con su monstruosa fuerza física. Juega con muñecas y cree que Fiona también es una. Sus orígenes no son del todo claros, pero es posible que sea una más de las creaciones fallidas de Lorenzo Belli; cuando Fiona entra al cuarto médico siendo perseguida por Daniella o Riccardo y les lanza botellas, aparece la imagen de un hombre grande y musculoso (posiblemente un diagrama de Debilitas). Debilitas puede ser burlado por Fiona muy fácilmente, pero es persistente y poderoso. Acecha a Fiona y Hewie por un tiempo hasta que los tres entran a la capilla, tras lo que Fiona es forzada a pelear contra él. La batalla tiene dos resultados, uno de ellos consiste en Fiona soltando un enorme candelabro sobre Debilitas, después de eso Debilitas cesará su persecución por el resto del juego. El otro es la muerte de Debilitas, que ocurre cuando se ataca a Debilitas hasta acabar con su vida. Al parecer, a pesar de todo Fiona lo ve como un niño en cuerpo de gigante y termina compadeciéndose de él.
Daniella: La doncella del castillo. Cocina y hace las tareas domésticas en los alrededores del castillo. Parece tener alrededor de 20 años y posee una belleza imponente, pero sus movimientos son como los de una máquina y su carácter desconcierta. Se revela que es una homúnculo, un ser humano creado artificialmente, y que su creador no le había dado Azoth (energía espiritual que tiene todo humano, esencial para vivir y sentir) por lo que ella no está completa. Nunca muestra ninguna emoción, pero para desesperación de Fiona, se da cuenta de que es propensa a cambios de humor muy erráticos y a reírse como una maniática. Daniella actúa como esquizofrénica, alternando entre asesinar o ignorar a Fiona así como realizar sus deberes de limpieza. A pesar de su belleza, odia verse al espejo debido a su carencia de sentimientos, y su cuerpo comenzará a gritar a la sola vista de su reflejo. Empieza a perseguir a Fiona después de que esta abra la puerta que da a la Mansión Belli. Daniella persigue a Fiona porque envidia el hecho de que ella pueda tener niños y posea el Azoth, el cual Daniella cree que la volverá humana y un ser completo. De todos los perseguidores, Daniella es, físicamente, la más rápida y más difícil de dejar atrás y también es la más cruel; ataca a Fiona ya sea con un enorme trozo de cristal o con un atizador para el fuego, y cuando no puede encontrar a Fiona, tiene tendencia por atacar a Hewie. También es más inteligente que Debilitas, por lo que no sirve esconderse en un mismo sitio una y otra vez. Su fin llega cuando Fiona y Hewie entran a un área con forma de domo, y la encaran como un jefe. Un espejo es revelado debajo de ella y, al ver su reflejo, grita con un tono tan alto que los cristales del techo se rompen, dejando caer un enorme fragmento sobre ella, atravesando su área abdominal. Con lo último que le quedan de fuerzas, ella sonríe, dando a entender que ella quería morir y se le concedió su deseo, o que había experimentado dolor por primera vez, sintiéndose feliz porque antes de morir había logrado sentir algo lo suficientemente cercano a una emoción.
Riccardo: El guardián del castillo. Un hombre tremendamente frío y calculador, y con la apariencia de un monje. Parece ser la persona a cargo del castillo a juzgar por su relación con Debilitas y Daniella, pero en realidad es otro sirviente. Persigue a Fiona a través de las salas alquímicas traseras de la mansión y posteriormente en el depósito de agua. Riccardo busca el Azoth de Fiona porque lo necesita para resucitar. En el bosque le revela la verdad a Fiona; Lorenzo creó dos clones gemelos: Ugo Belli y Riccardo Belli. Riccardo fue creado a partir de la transmutación de la energía de su hermano, por lo que él no posee Azoth. Fue él quien provocó el choque y mató a su hermano, quien había quedado moribundo, y falló en obtener el Azoth de Ugo, pero se dio cuenta de que Fiona, la hija de Ugo, había heredado esa característica de su padre. Aparentemente es exdueño de Hewie, al que salió odiando al parecer porque el perro intrincaba sus planes. A diferencia de los otros perseguidores, él no parece tener intenciones de matar a Fiona, ya que en su lugar la golpea o abofetea. Sin embargo, si Fiona se acerca demasiado a él durante una persecución, puede dejarse llevar y dispara a matar con su arma. Es muy inteligente y persistente, y disparará al aire para asustarla. Lo que en verdad lo hace tan peligroso es que puede disparar y herir muy seriamente a Hewie, dejando sola a Fiona. Riccardo finalmente es derrotado siguiendo una batalla en la cima de la torre de agua, siendo empujado fuera de esta por Hewie.
Aureolus Lorenzo Belli: Fiona lo encuentra en la Mansión de la Verdad, después de usar el magisterium que resultó ser un puente conector. Una figura sombría en el fondo del juego, hace todo en su poder para ayudar a Fiona, entregándole notas claves para escapar. Inicialmente no se sabe mucho de él excepto que es extremadamente viejo. Una vez que Fiona derrota a Debilitas, Daniella y Riccardo, ella encuentra a Lorenzo, quien revela sus verdaderas intenciones. Necesita el Azoth para alcanzar la inmortalidad, y estuvo ayudando a Fiona, su última pariente viva, para que esta pudiera acercarse más a él. Fue un gran alquimista, pero su codicia lo llevó a hacer creaciones cada vez más perfectas (Véase Daniella) e ir perdiendo su Azoth conforme lo hacía, además de envejecer rápidamente. Lorenzo es incansablemente persistente y no cesará su persecución, regresando a la vida cada vez que Fiona intenta matarlo. La tercera vez que Lorenzo regresa a la vida, y tras haber conseguido el elixir de la vida, Lorenzo vuelve mucho más joven y vigoroso (luciendo similar a Riccardo y Ugo), volviéndose el enemigo más fuerte (incluso dañará mucho más que los demás a Hewie), y tendrá poderes de todo un alquimista en su época de oro. Fiona debe evitarlo por un corto lapso de tiempo. Durante la batalla final es empujado a un pozo de lava. Cuando Fiona y Hewie intentan abandonar el castillo, Lorenzo regresa una última vez como un flamante esqueleto capaz de matar con un toque, y comienza a perseguirlos de nuevo. Finalmente, sucumbe al fuego y muere de manera definitiva.

### Controversia sobre la muerte de la protagonista
Uno de los hechos que causa más impacto en el juego es lo que ocurre cuando uno de los enemigos vence a Fiona, si bien, la pantalla se traslada a uno de los sitios cercanos en donde la chica sucumbió y luego salen las palabras acta est fabula (la comedia terminó) en un fondo ensangrentado, pero jamás se muestra lo que hacen con el cuerpo inerte de Fiona. Según los análisis y las ambiciones de los enemigos se puede llegar a las siguientes conclusiones:
Debilitas: Debilitas ataca golpeando a Fiona y dándole un abrazo de oso hasta romper su columna. Al morir se puede oír como el ogro se divierte desmembrando a Fiona como si fuese una muñeca.
Daniella: ataca a Fiona principalmente con un trozo de vidrio y luego con un atizador para el fuego al rojo vivo el cual es más letal. Si Daniella agarra Fiona del brazo y Hewie no logra salvarla a tiempo, la empalará por el torso con dicho objeto. Al morir, se puede oír en el fondo como Daniella abre la herida de Fiona y saca aquello que le faltaba, mientras ríe enloquecida.
Riccardo: Riccardo atacará a Fiona con un arma de fuego, calibre indefinido. Tras matarla, se puede oír como absorbe su Azoth y posteriormente rasga sus ropas para proceder a ultrajarla.
Lorenzo: tiene tres modalidades de ataque:
- Anciano: se arrastra, si la toma por el tobillo la tirará y luego la estrangulará en el suelo, para posteriormente beber su Azoth mientras grita histéricamente.

- Joven: Al igual que Debilitas, desmembrará a Fiona, pero con odio apreciable (se oye como lanza sus miembros con rabia por todos lados). Beberá su Azoth.

- Lorenzo en llamas: camina sumamente lento, este enemigo es el último, así que apenas toque a Fiona, esta morirá. Posteriormente se consumirá entre sus llamas.

### Muertes súbitas
Otro hecho innovador del juego, es esta clase de muertes, que aunque se pueden evitar, pero una vez que el jugador las encuentra, se muestra una escena de video de la cual donde se nos muestra como Fiona muere. Hay varios sitios en el castillo en los cuales se puede morir súbitamente:
Primera habitación de muñecas (puerta sin pomo): El jugador se acercará a un pequeño corredor en cuyas paredes hay unos extraños ojos de diversos tamaños y una alfombra con un ojo rojo. la primera vez que se entra allí, Hewie ladrará, si el jugador lo ignora y continua, el mecanismo de seguridad se activará. Se mostrará una escena en la cual los ojos se abren y disparan una especie de tornillos a Fiona. Para superar este obstáculo, antes de pasar por aquí se debe abrir el portón metálico de la habitación con ayuda de Hewie, al otro lado recién se puede pasar con plena seguridad el sitio.
Prueba de la Verdad y la Decepción, habitaciones de Júpiter, Mansión Belli: Después de conseguir la llave de Júpiter, se presenta el siguiente acertijo: la puerta de la izquierda nos lleva a la decepción, mientras la de la derecha, a la verdad. Si existen 3 verdades, también habrá 3 mentiras. Lo que debemos hacer es dirigirnos a la habitación de la verdad y no tocar nada. En esta habitación podremos encontrarnos a Daniella (la mala de turno). Para evadir la muerte, se inspecciona solo el ajedrez, las figuras de cera y el reloj de arena. Varias habitaciones se habrán movido y habrá nuevas habitaciones que inspeccionar. Si se inspeccionan los objetos equivocados o Daniella sale de la habitación mientras nos escondemos allí, la puerta se cerrará automáticamente. Si intentamos salir, directamente aparecerán unos bichos carroñeros del techo para comernos. La habitación de la Verdad es una réplica exacta de la anterior, pero con los 3 objetos anteriormente citados cambiados a modo de pista para descifrar el acertijo.
Habitación de la oscuridad: Se llega a esta habitación poco antes de alcanzar el punto en el que debemos enfrentarnos a Debilitas. Se trata de una habitación con escasa luz y donde solo se puede apreciar una pequeña parte del suelo adornado con baldosas blancas y negras. Si Fiona cruza en línea recta, caerá por un agujero que no puede apreciarse a simple vista. Para cruzar correctamente, se nos indica que Hewie nos indique el camino, así que entramos y le decimos a nuestro perro que vaya y nos mostrará el camino.
Doncella de hierro, Mansión Belli: Mientras escapamos de Daniella en este escenario, se nos da la oportunidad de escondernos en la doncella de hierro de una de la habitaciones secretas. Si Daniella entra a la habitación junto a nosotros, encerrará a Fiona dentro del artefacto y lo activará.
Armadura con ballesta: En un lugar de baldosas rojas y grises, Hewie ladrará y al fondo del pasillo se alza una armadura. Se debe utilizar a Hewie para que indique el camino correcto. Si se pisa tres veces un bloque incorrecto, una flecha atravesará a la protagonista.
Cinta movediza, máquina trituradora, Mansión de la verdad: Mientras se lucha con Lorenzo anciano, Fiona puede caer accidentalmente en la cinta que lleva a la perdición, causando una muerte instantánea.

### Simbolismo de la vara Caduceus para Haunting Ground
Cuando Mercurio, el mensajero de los dioses, vio peleando a dos serpientes, las separó con una vara de olivo, esto las apaciguó.
Esta vara dorada que aparece en el juego, en la que salen dos serpientes entrelazadas que se inician juntas, pero terminan muy apartadas y en su punta opuestas hay inserto un rubí, representa la búsqueda de la perfección de aquello demoniaco o no humano: el Azoth, que es representado por el número diez en la alquimia, número que se liga a un elemento perfecto, como el oro. El icono lo llevaba Daniella en las mangas de su vestido y estaba muy raído en la capucha de Riccardo. Estos dos personajes ambiciaban la perfección que se hallaba en Fiona.

### Extras
Tras acabar el juego con cualquiera de los finales, el jugador obtendrá los beneficios de volver a jugar en modo difícil, el Final C y también se abrirá la habitación secreta, en la cual se pueden volver a ver escenas ya vistas del juego, ver la galería de arte, los criterios que se pudieron haber obtenido, la banda sonora, los distintos trajes para Fiona: El traje medieval, el traje de sala de operaciones, traje de vaquera de Texas, traje ilegal en algunos estados y el traje de rana y las modalidades para el pelaje de Hewie (café y negro). Fiona podrá cambiarse de ropa en el armario y estará disponible un excitante minijuego en el cual se maneja a Hewie.

## Recepción
El juego recibió críticas moderadas, con Game Rankings dándole un promedio de 74%, y Metacritic dándole como puntuación 67 de 100.
En un principio el juego no fue muy bien recibido, ya que se hacía la frecuente comparación con Resident Evil 4, juego del mismo género y misma compañía, pero con mayor éxito. Luego de un tiempo, los jugadores empezaron a apreciarlo más, considerado incluso por algunos como una joya.
La protagonista, Fiona Belli, se volvió del agrado de los jugadores, cosa que se refleja en la cantidad de fanarts disponibles, incluso de los del tipo sexual, videotributos e incluso aparece en dos tarjetas del videojuego de cartas SVC: Card Fighters DS, mientras que personajes de juegos como Viewtiful Joe y Onimusha no se mostraron. También, Fiona es considerada uno de los mejores personajes que se han creado para un juego.